# 东涝台村
东涝台村是中华人民共和国山东省威海市高技术产业开发区怡园街道下辖一村庄。东涝台村位于田村镇政府驻地西北1.5公里处，现属高技术产业开发区怡园街道。全村占地面积约0.5平方公里。

## 人口概况
解放前，全村190户共计900多人。解放后截止1993年，全村400多户共计1600余人。其中于、宋、战三大姓氏约占全村人口的80%。

## 村名由来
东涝台村始建于元代。据碑文记载，有位叫宋华东的先辈最早来此定居，后又有位叫于泉水的人从文登大水泊迁此定居。因地处涝洼，村子建在一高台上，并且位置居东，因此叫东涝台。

## 隶属沿革
1898年前，属文登县辛汪都三里。1898年英租威海卫后，属威海卫第四总董区。1930年收复威海卫后，划归第三区。1938年，日占。1945年威海解放后，属威海卫里口区。1950年，属威海卫田村乡。1958年。属田村人民公社。1984年，属田村镇。1992年，属威海高新技术产业开发区。

## 自然环境

### 小石岛
距村西约3.5公里，涨潮时距离海岸200米，落潮时与陆地相连。陆地成半岛形，岛上因长期受海浪冲击形成许多险岩怪石，西北角有“小桂林”之称。因多石头奇观遂得名小石岛。

### 庙山
为村北一座小山，海拔78米，因山上有土地庙而得名。是奈古山向西延伸的最后一座小山。

### 垛顶山

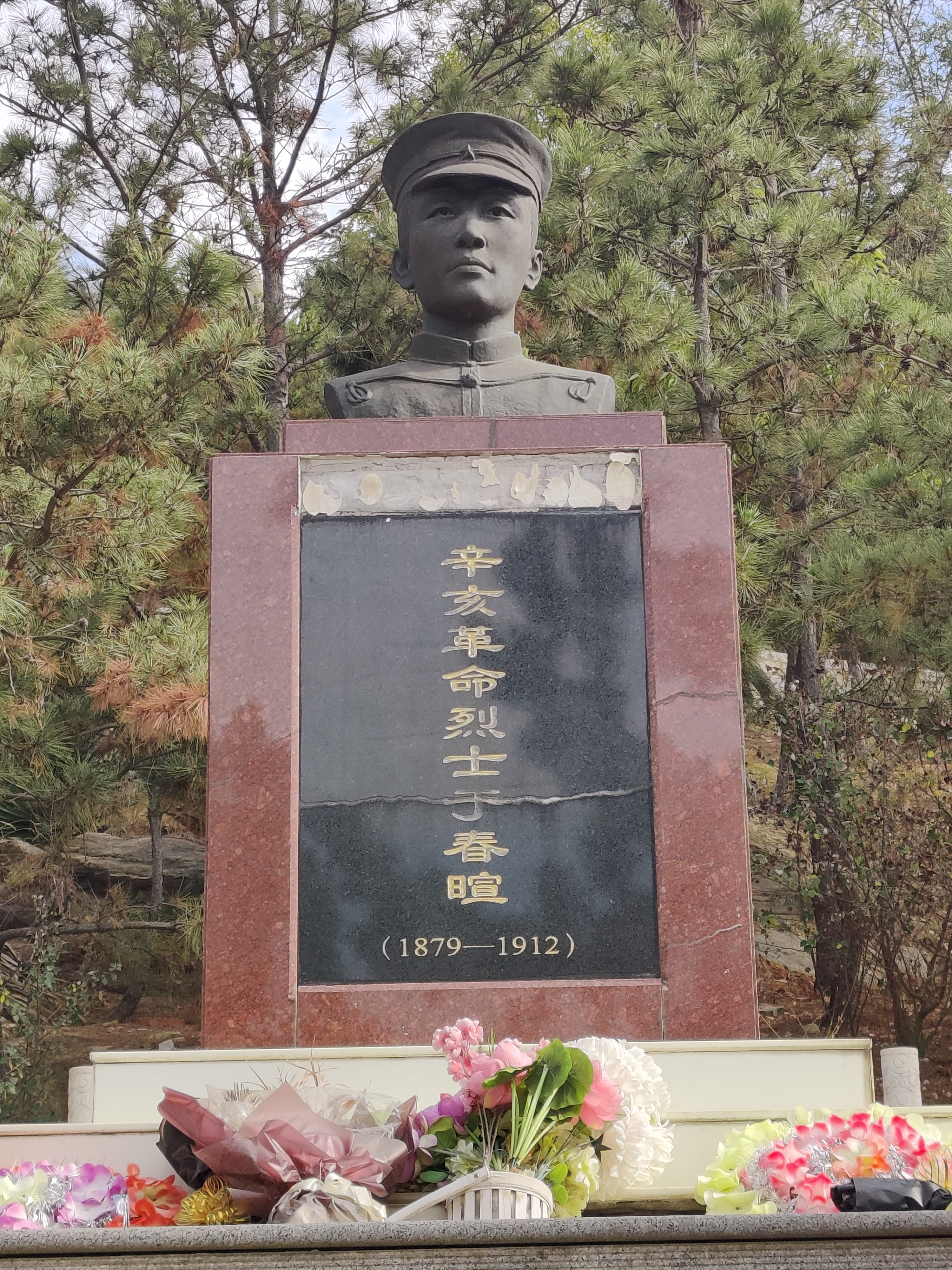
于春暄烈士半身像

垛顶山位于村后。清初时有位风水先生说，此山无峰，若有峰，村里会出个状元。为此，村中有钱人便组织村民往山上运土石，垛出一个山顶，故名垛顶山。现为垛顶山公园所在地，公园中有大学林，于春暄铜像等景观。 

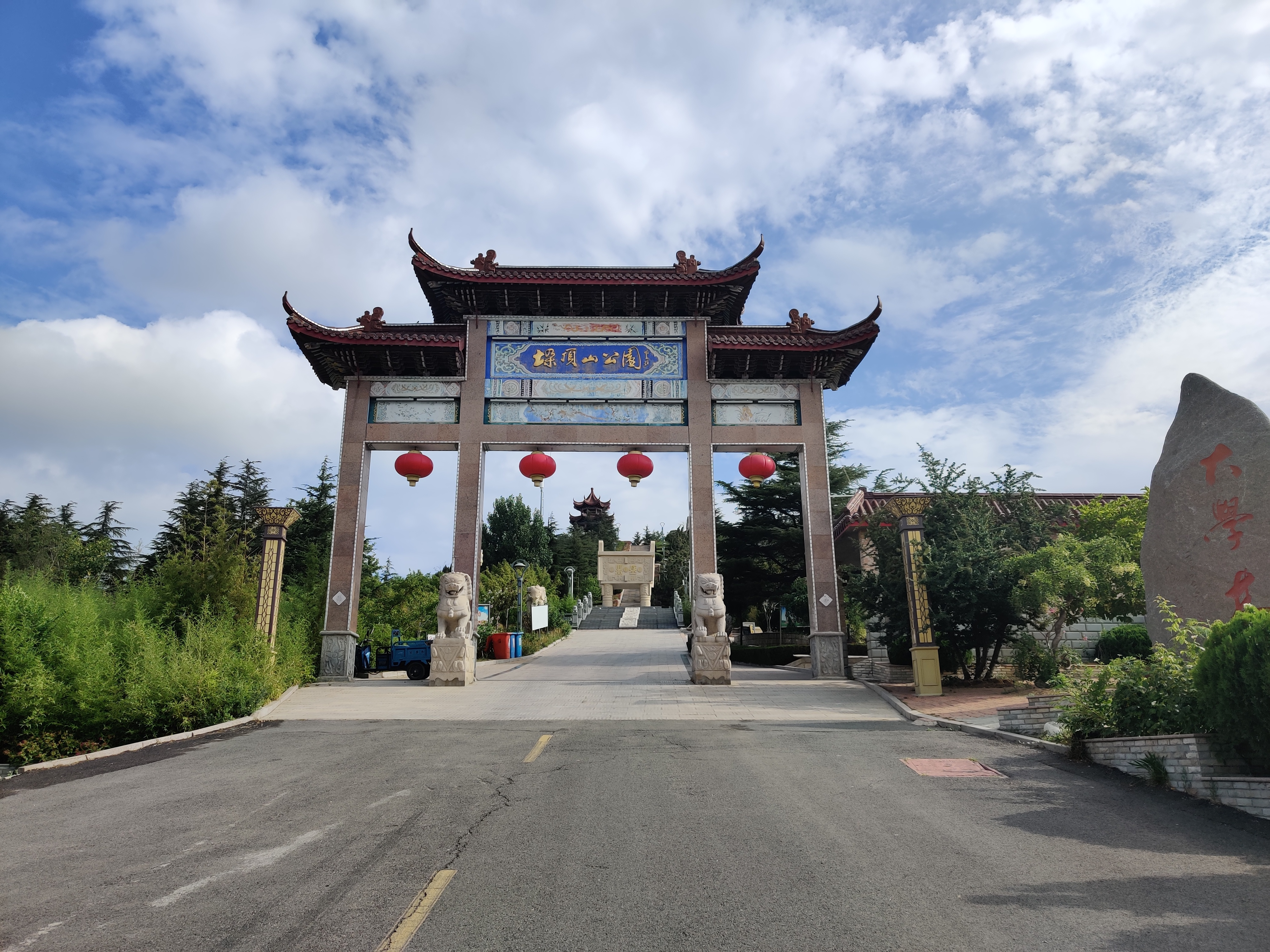
威海垛顶山公园门口

## 人物
于镛（1879-1912），字春暄，同盟会第一批成员，辛亥革命在胶东先驱人物之一。
宋文源，1931年生，山东物资储备局局长；
于溪京，1933年生，潍坊市电子工业局局长；
于阳春，1935年生，山东省政协秘书长。